# 2022年3月逝世人物列表
2022年逝世人物列表：1月 - 2月 - 3月 - 4月 - 5月 - 6月 - 7月 - 8月 - 9月 - 10月 - 11月 - 12月
2022年3月逝世人物列表，是用于汇总2022年3月期间逝世人物的列表。

## 依日期排序

### 31日
- 李希慧，65岁，中國刑法學家。[1]
- 李儒敏，75岁，中国政治人物，山西省晋中市政协原主席。[2]
- 帕特里克·德馬舍利耶（英语：Patrick Demarchelier），78岁，法国时尚摄影师。[3]
- 山本圭（日語：山本 圭），81歲，日本演員，代表作《年輕人們》（若者たち），因肺炎病逝。[4]
- 圖利奥·莫内塔（義大利語：Tullio Moneta），84歲，意大利裔南非演员和雇佣兵。[5]
- 段文智，86岁，中国外科学家，大同市第三人民医院原副院长。[6]
- 殷晴，87歲，中國歷史學家，新疆社會科學院編審。[7]
- 格奧尔基·阿塔纳索夫，88岁，保加利亚政治人物，前部长会议主席（1986年-1990年）。[8]

### 30日
- 汤姆·帕克（英語：Tom Parker），33歲，英國歌手，前偶像男團渴望樂團主唱。死於腦腫瘤。[9]
- 蔡進國，64歲，台灣企業家，和碩聯合科技前副總裁，登山墜落亡。（遺體發現日）[10]
- 埃贡·弗兰克（德語：Egon Franke），86岁，波兰击剑运动员，奥运会金牌得主（1964年）。[11]
- 约翰·皮克（英語：John Peake），97岁，英国曲棍球运动员。[12]

### 29日
- 米格爾·范達默（荷蘭語：Miguel Van Damme），28岁，比利時足球員，死於白血病。[13]
- 單民，64岁，中國刑法學專家。[14]
- 鲁迪格（德語：Rüdiger），68岁，德国皇室人物，萨克森王室首领（2012年起）。[15]
- 保罗·赫曼（英語：Paul Herman），76岁，美国男演员。[16]
- 陈鹏生，89岁，中国法学家，原华东政法学院副院长。[17]

### 28日
- 廉潔，48岁，中國企業家，完美世界影視董事長。[18]
- 何木雲，78歲，中國企業家，原中国东方电气集团公司董事长。[19]
- 马国良，86岁，中国政治人物，黑龙江省政协原主席。[20]
- 安多尼·納吉布（阿拉伯語：أنطونيوس الأول نجيب），87岁，埃及傳教士，科普特禮天主教亞歷山大宗主教區榮休宗主教。[21]

### 27日
- 村石宏實（日語：村石 宏實），75岁，日本電影導演。[22]
- 黃蝦，76歲，原名黃景洋，香港演員。[23]
- 阿亞茲·穆塔利博夫，83歲，阿塞拜疆政治人物，首任总统（1991年－1992年）。[24]
- 齐花坦，85歲，中國梆子演奏家。[25]
- 駱永家，85歲，臺灣法學家、國立臺灣大學法律學院榮譽教授，專長於民事訴訟法。（訃聞公開日期）[26]
- 祝炳松，86岁，中国政治人物，原浙江省旅游局副局长。[27]
- 蒂图斯·布贝尔尼克，88岁，斯洛伐克足球运动员。[28]
- 秦志忠，89歲，中國曲藝演員。[29]
- 盖朝举，90岁，中国政治人物，原毕节地区人大工委副主任。[30]

### 26日
- 方俊錫，51歲，韓國作曲家、電影配樂指導與音樂總監，胃癌病逝。[31]
- 段晴，68岁，中國历史语言学家，北京大学外国语学院东语系教授，梵巴专业教研室主任、梵文贝叶经及佛教文献研究室主任。[32][33]
- 陳正薇，89歲，中國京劇演員。[34]
- 巴岱，91岁，中国政治人物，新疆维吾尔自治区政协主席（1988年－1993年）。[35]

### 25日
- 雅科夫·列贊采夫（俄語：Яков Резанцев），48歲，俄羅斯陸軍中將，第49聯合武裝集團軍司令，戰死。[36]
- 泰勒·霍金斯（英語：Taylor Hawkins），50歲，美國音乐人，喷火战机乐队鼓手。[37]
- 謝月美，74歲，香港配音員及演員。[38]
- 尼古拉·索博列夫（俄語：Николай Соболев），86岁，俄罗斯地球化学家，俄罗斯科学院院士。[39]
- 卓保邦爵士（英语：John Chapple (British Army officer)），90歲，英國陸軍元帥、直布羅陀總督（1993年－1995年）、陸軍總參謀長（1988年－1992年）、駐港英軍司令（1980年－1982年）。[40]

### 24日
- 邱晨，72歲，原名邱憲榮，台灣校園民歌詞曲創作者、流行樂團丘丘合唱團團長暨吉他手，因肝硬化病逝。[41]
- 陈成达，92岁，中国足球运动员、教练员。[42]

### 23日
- 帕庞科恩·勒查林波特，25岁，泰国男演员，代表作有《绝境岛》、《激漾青春》，猝死。（死讯公布日期）[43]
- 马德琳·奥尔布赖特（英語：Madeleine Jana Korbel Albright），84岁，美国政治人物，首位女国务卿（1997-2001年）。[44]
- 王素明，87歲，中國人，南京大屠杀幸存者。[45]
- 张子仪，97岁，中国动物营养学家，中国工程院院士。[46]

### 22日
- 巴林顿·帕特森（英语：Barrington Patterson），56歲，英國拳击手，足球流氓。[47]
- 李友友，63岁，中国工艺美术专家，北京电子科技职业学院艺术与设计学院副院长。[48]
- 张苏明，70岁，中国神经病学家，原武汉同济医院神经内科教授。[49]
- 秀木，96岁，柬埔寨政治人物。[50]

### 21日
- 青山真治（日語：青山 真治），57歲，日本電影導演，代表作《EUREKA》，因食道癌病逝。[51]
- 舒宗浩，59歲，臺灣舞台劇演員、編劇家，醒吾科技大學流行藝術學院院長。死於心肌梗塞。[52]
- 伊万·科隆纳（英语：Yvan Colonna），61歲，法国科西嘉民族主义者。在狱中被圣战分子殴打致死。[53]
- 苏梅卢·布贝耶·马伊加（法語：Soumeylou Boubèye Maïga），67岁，马里政治人物，前总理（2017-2019年）。[54]
- 邓小岚，79岁，中华人民共和国教育人物，后被追授为北京冬奥会、冬残奥会突出贡献个人，因脑血栓病逝。[55]
- 曾绍东，102岁，中国军事人物，北京卫戍区原副司令员。[56]
- 維塔利·梅爾尼科夫（英语：Vitaly Melnikov (film director)），93歲，俄羅斯電影導演和編劇。[57]

### 20日
- 白晓卉，42岁，中國醫療工作者，山东省立医院临床医学检验部副主任，工作過勞猝逝。[58]
- 冯祚建，85岁，中国科学院动物研究所研究员、博士生导师，兽类学家，青藏高原动物学研究的奠基人和开拓者之一，《中华大典·生物学典·动物分典》、《中国古代动物学研究》、《中国古代动物名称考》副主编。[59][60]
- 馬達誠（英語：Hamish Mathers），88歲，英國工程師和企業家，香港地下鐵路公司主席兼行政總裁（1989年－1995年）。[61]
- 梁器奇，93歲，中國美術教育家。[62]
- 文圣常，100岁，中国物理海洋学家，中国科学院院士。[63]

### 19日
- 萧文亨（英語：Evan Siau），36岁，马来西亚艺人、舞台剧演员，死於胃癌。[64]
- 安德烈·帕利（俄語：Андрей Палий），51歲，俄羅斯軍人，海軍一級上尉，黑海艦隊軍事和政治事務副指揮官，戰死。[65]
- 顧寶明，71歲，台灣演員，心肺衰竭逝世。[66]
- 戴建三，80岁，台灣政治人物，前嘉義市議員。[67]
- 张敦涵，81岁，中国政治人物，青岛银行原董事长。[68]
- 何鲁丽，87岁，中国政治人物，曾任全国人民代表大会常务委员会副委员长、中国国民党革命委员会中央委员会主席。[69]
- 皮埃尔·卡隆（英语：Pierre Carron），89歲，法国油画家、雕塑家。[70]
- 歐陽文彬，101歲，中國作家。[71]

### 18日
- 黃關春，63歲，中國政治人物，湖南省人大常委会副主任。[72]
- 邵国华，64歲，香港资深电台节目主持人、电影人、演员。病逝。[73]
- 余德耀，65歲，印度尼西亞華人企業家，慈善家和藝術收藏家。[74]
- 唐·扬（英語：Don Young），88岁，美国政治人物，众议院院长（2017-2022年）。[75]
- 周连林，91岁，中国政治人物，江苏省人民检察院原副检察长。[76]
- 查伊姆·卡涅夫斯基（英语：Chaim Kanievsky），94歲，以色列哈雷迪犹太教拉比。[77]
- 张倬元，95岁，中国地质学家，原成都地质学院院长。[78]
- 鲍里斯·罗曼琴科（烏克蘭語：Борис Романченко），96歲，烏克蘭納粹集中營倖存者。因俄軍對哈爾科夫發起的砲擊身亡。[79]

### 17日
- 高田壽典（日語：高田 寿典），40岁，日本足球运动员。[80]
- 阿尔特姆·达齐申（烏克蘭語：Артем Дацишин），43岁，烏克蘭芭蕾舞者，炮击身亡。[81]
- 程朋，48歲，中國自动化研究學者，清华大学自动化系党委原副书记兼副教授。[82]
- 奧嘉·塞米迪亞諾娃（Olga Semidyanova），48歲，烏克蘭女軍醫，在烏克蘭東部頓涅茨克地區戰鬥時，仍負傷救助同袍直到殉職。有「母親英雄（Mother Heroine）」封號。[83]
- 李裕火，53歲，新加坡国立大学教授，从事海事相关课题研究。跑步后因冠状动脉疾病猝逝。[84]
- 羅偉祥，58歲，香港傷殘人士，腦痙攣患者，路向四肢傷殘人士協會前執行委員會副主席。[85]
- 韓克利，59歲，中國分子反應動力學專家。[86]
- 奥克萨娜·什韦茨（英语：Oksana Shvets），67歲，烏克蘭國寶級女演員，炮击身亡。[87]
- 克里斯托弗·亚历山大（英語：Christopher Alexander），85岁，美籍英国建筑师，加州大学伯克利分校终身教授。[88]
- 托尼·纳什（英語：Tony Nash），85岁，英国男子雪车运动员。[89]
- 佐藤忠男（日語：佐藤 忠男），91歲，日本電影評論家。[90]
- 史玉泉，103歲，中國神經外科專家，曾任上海醫科大學神經病學研究所所長、教授、博士生導師。[91]
- 翁慧韻，72歲，香港作曲填詞人，香港基督徒音樂事工協會創辦人。

### 16日
- 李树藩，81岁，马来西亚资深新闻工作者，《南洋商报》前总编辑。[92]
- 陈敬熊，100岁，中国工程院院士，中国电磁与微波技术专家。[93]

### 15日
- 奧列格·米佳耶夫（俄語：Олег Митяев），47至48歲，俄羅斯陸軍少將，第150機動步槍師指揮官，戰死。[94]
- 呂良煥，85歲，臺灣高爾夫球運動員。[95]
- 马绍信，86岁，中国电影、話劇演員。（死讯公布日期）[96]
- 张克潜，89岁，中国无线电电子学家。[97]
- 尤金·派克（英語：Eugene Parker），94岁，美国天文学家。[98]

### 14日
- 尼古拉·克拉夫琴科（烏克蘭語：Микола Кравченко），38岁，乌克兰政治人物，亚速营首席理论家，乌克兰爱国者联合创始人，战死。[99]
- 奧歷山德拉·庫夫希諾娃（烏克蘭語：Александра Кувшинова），50歲，烏克蘭紀錄片製作人，福斯新聞自由顧問暨製作人，在烏克蘭採訪時遇襲身亡。[100]
- 皮耶·札克塞夫斯基（英語：Pierre Zakrzewski），55歲，愛爾蘭攝影記者，受聘於福斯新聞，在烏克蘭採訪時遇襲身亡。[101]
- 史考特·霍爾（英語：Scott Hall），63歲，美國職業摔角選手。死於心臟病。[102]
- 李進進，66岁，美国执业律师，六四学运领袖，遭持刀杀害。[103]
- 陈泽平，69岁，中国方言学家，福建师范大学教授。[104]
- 斯蒂芬·威爾海特（英語：Steve Wilhite），74歲，美國計算機科學家，GIF的發明者，死于COVID-19。[105]
- 查尔斯·格林，76岁，美国短跑运动员。[106]
- 宝田明（日語：宝田 明），87岁，日本男演员，初代《哥斯拉》电影主演。[107]
- 吳祖強，94歲，中國當代作曲家，曾任中國音樂家協會名譽主席、副主席，中國文聯副主席，中央音樂學院院長。[108][109]

### 13日
- 斯捷潘·塔拉巴爾卡（烏克蘭語：Степан Тарабалка），29歲，烏克蘭空軍少校，王牌飛行員，其被多方消息來源稱為「基輔幽靈」本尊，戰死。[110]
- 布倫特·雷諾（英語：Brent Renaud），50歲，美國記者、作家、紀錄片製片人和攝影記者，在烏克蘭死於俄軍槍擊。[111]
- 唐川（本名曾均崧），69歲，臺灣演員，曾獲電視金鐘獎最佳男主角獎，病逝。[112]
- 威廉·赫特（英語：William McChord Hurt），71歲，美國舞台劇和電影演員，曾獲坎城影展與奧斯卡最佳男主角獎。[113]
- 新藤宗幸（日語：新藤 宗幸），75歲，日本行政學者，千葉大學名譽教授，死於肺癌。[114]
- 李光羲，92岁，中国男高音歌手，代表作《祝酒歌》等，死於突发脑梗。[115]
- 蔣震，98歲，香港工業家，震雄集團創辦人兼榮譽主席。[116]
- 孟铎，105岁，中国政治人物，安徽省博物馆原馆长。[117]
- 北村春江（日語：北村 春江），93歲，日本律師、政治人物，1991年當選兵庫縣蘆屋市市長，為日本首位女性市長。[118]

### 12日
- 杨昌基，90岁，中国政治人物，原国家经济贸易委员会副主任、党组副书记。[119]

### 11日
- 安德烈·科列斯尼科夫（俄語：Андрей Колесников），45歲，俄羅斯少將，東部軍區第29聯合武裝集團軍指揮官，戰死。[120]
- 日高政光（日語：日高 政光），61歲，日本動畫導演。（訃聞公佈日期）[121]
- 赵令茂，76歲，新加坡资深教育工作者、作家（笔名“易梵”），肝癌逝世。[122]
- 穆罕默德·赛义德·布希坦（阿拉伯語：محمد سعيد بخيتان），77岁，叙利亚政治人物，曾任阿拉伯复兴社会党－叙利亚地区领导机构副书记兼财务办公室主任。[123]
- 魯皮亞·班達（英語：Rupiah Banda），85歲，尚比亞政治人物，第四任總統。[124]
- 贾浩义，86歲，中國美術家協會會員、中國國家畫院研究員、中國藝術研究院藝術創作研究中心顧問，中央文史館書畫院藝術委員會委員、北京畫院一級美術師。[125]
- 陳昌本，86歲，中國政治人物，原文化部副部長、黨組成員。[126]
- 近藤淳（日語：近藤 淳），92岁，日本理论物理学家，文化功劳者。[127]
- 李淑珍，108歲，中國人，侵華日軍慰安婦制度受害倖存者。[128]

### 10日
- 王義康，57歲，中國歷史學家，中國社會科學院中國邊疆研究所研究員。[129]
- 湯尼·梅特耶（英語：Tony Metoyer），59歲，美國棒球運動員，1990年效力中華職棒統一獅隊時，獲得中職首位救援王，因2019冠狀病毒病逝世。[130]
- 索拉朋·切特里，71岁，泰国男演员，肺癌逝世。[131]
- 尤尔根·格拉博夫斯基（德語：Jürgen Grabowski），77岁，德国足球运动员及主教练，前西德国家队成员。[132]
- 李少先，81歲，中國評劇表演藝術家。[133]
- 叶大澂，96岁，中国政治人物，北京市海淀区人大常委会原主任。[134]
- 马里奥·特兰（英语：Mario Terán），79歲，玻利维亚军官，曾在1967年处决切·格瓦拉。[135]

### 9日
- 釋了中，89歲，台灣宗教人士，世界佛教僧伽會會長、台北市善導寺方丈，玄奘大學創辦人。[136]

### 8日
- 朱莉婭·茲丹諾夫斯卡（烏克蘭語：Здановська Юлія Янівна），21歲，烏克蘭數學家、教師，歐洲女子數學奧林匹克競賽銀牌，死於俄軍砲擊。[137]
- 奥列格·斯文丘克（烏克蘭語：Олег Свинчук），29岁，乌克兰士兵，第14独立机械化旅坦克驾驶员。[138]
- 大卫·贝内特（英語：David Bennett Sr.），57岁，美国心脏病患者，世界上首例基因编辑猪心脏移植患者。[139]

### 7日
- 尤里·普里利普科（烏克蘭語：Юрій Прилипко），61岁，乌克兰政治人物，霍斯托梅爾市长（2015年起）。[140]
- 沙納瓦茲·塔奈，72岁，阿富汗军事人物，国防部长（1988年－1990年）。[141]
- 赵书，81岁，中國民俗學家。[142]
- 滕進賢，84歲，中國導演、電影事業家。[143]
- 李祖耀，85岁，中国政治人物，广东省林业厅原副厅长。[144]
- 保罗·安德森（英語：Paul Anderson），87岁，英国帆船运动员。[145]
- 尼玛，88岁，中国藏医学家，青海省藏医院名誉院长。[146]
- 穆罕默德·拉菲克·塔拉爾，92歲，巴基斯坦政治人物，前总统（1998-2001年）。[147]
- 周廣仁，93歲，中國鋼琴演奏家、教育家。[148]
- 征海美亞（日語：征海 美亜），年齡不詳，日本漫畫家，代表作《東京喵喵》。死於蛛网膜下腔出血。[149]

### 6日
- 帕沙·李（烏克蘭語：Паша Лі），33岁，韩裔乌克兰男演员、主持人、创作歌手兼配音员，战死。[150]
- 施永遠，66歲，香港電台節目製作人員、助理廣播處長（2012年－2015年），死於食道癌。[151]
- 罗比·布赖特韦尔（英語：Robbie Brightwell），82岁，英国短跑运动员。[152]
- 威廉·胡贝尔茨（德語：Wilhelm Huberts），84岁，奥地利足球运动员。[153]
- 科龙迪·毛尔吉特（匈牙利語：Korondi Margit），89岁，匈牙利体操运动员。[154]
- 毛用澤，91歲，中國核技術和探測技術專家，中国工程院院士，中国人民解放军少将。[155]

### 5日
- 弗拉基米爾·佐加（俄語：Владимир Жога），28歲，頓涅茨克人民共和國警衛上校，獨立偵察營斯巴達營指揮官，戰死。[156]
- 丹尼斯·基里耶夫（烏克蘭語：Денис Кірєєв），45歲，烏克蘭銀行家，烏克蘭情報特務，雙重間諜，第一次2022年烏俄談判會議烏克蘭方談判小組成員，被槍殺。[157]
- 志垣太郎，70歲，日本演員。[158]
- 王紅生，70歲，中國歷史學家。[159]
- 张仲先，96岁，中国人民解放军中将，原广州军区政治委员。[160]

### 4日
- 谢恩·沃恩（英語：Shane Warne），52岁，澳大利亚板球运动员，疑似心脏病发死亡。[161]
- 黄任瑞（英語：Bong Ngim Swee），61岁，馬來西亞政治人物，砂拉越人民联合党中央常务委员兼文莪支部主席，前石隆门县议员，死於心脏病发。[162]
- 威廉·胡贝尔茨（德語：Willi Huberts），84岁，奥地利足球运动员。[163]
- 毛罗希·保洛（匈牙利語：Marosi Paula），85岁，匈牙利击剑运动员。[164]

### 3日
- 瓦西里·奇比涅夫（烏克蘭語：Валерій Чибінєєв），34岁，乌克兰軍人，第79空降旅（英语：79th Air Assault Brigade (Ukraine)）狙击营指挥官，乌克兰英雄，战死。[165]
- 迪安·伍兹（英語：Dean Woods），55岁，澳大利亚自行车运动员。[166]
- 西村京太郎（日語：西村 京太郎），91歲，日本推理小說家。[167]
- 張善平，93歲，中國藝術家。[168]
- 周元燊，97岁，美国数学家，中央研究院院士。[169]
- 榮鴻慶，99歲，中華民國銀行家，上海商業儲蓄銀行榮譽董事長。[170]

### 2日
- 郭文思，39岁，中华人民共和国死刑犯。因故意傷害罪被判執行注射死刑。[171]
- 弗拉基米尔·斯特鲁克（烏克蘭語：Володимир Струк），57岁，乌克兰亲俄派政治人物，克列缅纳亚市长，被枪杀。[172]
- 威廉·喬利茨（英語：William Jolitz），65岁，美国软件工程师。[173]
- 约翰·斯塔尔（英语：John Stahl），68歲，英國演員，代表作《權力的遊戲》。[174]
- 陳添進，68歲，台灣企業家，京城建設總經理。[175]
- 趙中孚，92歲，中國民商法學家、新中國民商法學學科奠基人之一。[176]
- 楊秉賡，94歲，中國水文地理學家、計量地理學家、東北師範大學教授。[177]
- 薛光華，95歲，中國醫生，外科專家、原復旦大學附屬華山醫院外科教研室主任、原上海醫科大學出版社總編輯、博士研究生導師。[178]
- 童壽苓，101歲，中國京劇演員。[179]

### 1日
- 葉文·薩昆（烏克蘭語：Євгеній Сакун），49歲，烏克蘭LIVE TV頻道攝影師，基輔電視塔被俄軍襲擊時被波及身亡。[180]
- 程家安，79歲，中國昆蟲學家、植物保護學家，浙江大學原副校長、原浙江農業大學校長，浙江大學教授、博士生導師。[181]
- 鄧繼增，80歲，中國相聲演員。[182]
- 王蓓（英语：Wang Bei），90歲，中國演員，代表作《乌鸦与麻雀》。[183]
- 罗国士，93岁，中国国画家。[184]